# Изглед (часопис)
Изглед је био часопис за поп-културу који је излазио у Београду, у Србији, почетком 1980-их. Изашло је само пет бројева.

## Историја
Часопис је издавао београдски СКЦ (Студентски културни центар).
Поред главног и одговорног уредника Влаје Јовановића, инаугурационо издање припремили су Небојша Пајкић и Славица Вукадиновић. За свој други број часопис је добио помоћ сликара Драгоша Калајића. Трећи број изашао је као каталог за ликовну изложбу Влаје Јовановића. Четврти и пети број приредио је Славко Тимотијевић.
Под утицајем Ендија Ворхола и по узору на његов часопис Интервју, Јовановићев Изглед окупио је креативце из Београда попут: дизајнера Марка Пешића, Пеђе Гавровића и Србе Траванова, музичара Мишка Михајловског и Горана Вејводе, као и разне локално (не) познате девојке са журки као што је Биљана „Безидеја“ Трифуновић. Концепт часописа био је представљање снимака урбаног живота на којима су млади Београђани и Београђанке који јутра и рана поподнева проводе спавајући, касна поподнева у уметничком и креативном раду, а ноћи у проводу. Часопис је доносио фотографије са журки, на којима су представљени локално познати појединци, бендови, уметници итд.
Изглед и његов сестрински часопис Видици објавили су фотографије ембрионалног концептуалног бенда Идоли под називом ВИС Дечаци и обојица су финансирали снимање првог Идоли сингла. Изглед се појавио као издавач за дебитантски сингл " Помоћ, помоћ " / " Ретко те виђам са девојкама ", а сингл је поклоњен уз априлски примерак часописа Видици из 1980. године.